# 亚里·西兰派

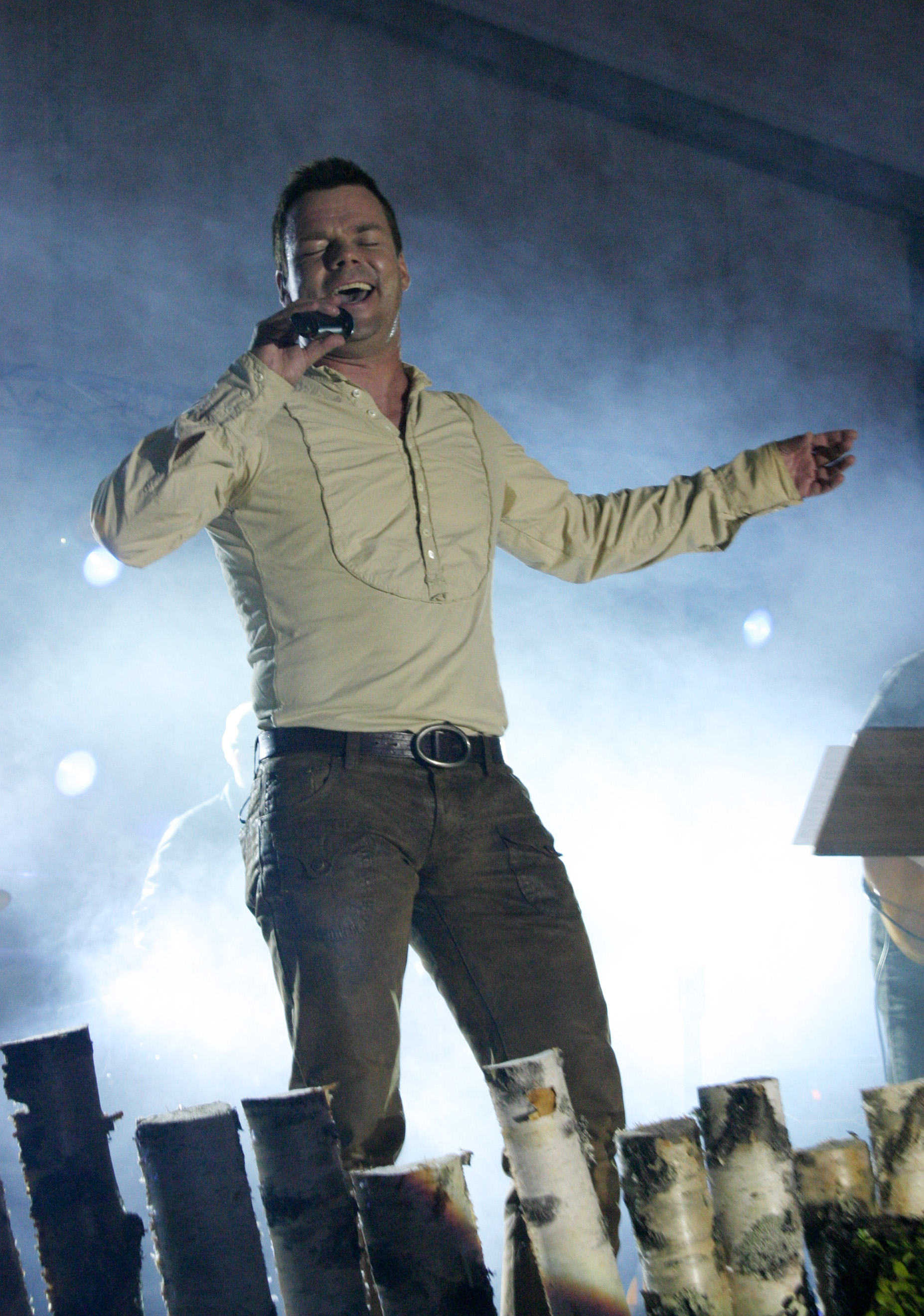
西兰派于2006年

亚里·韦科·西兰派（芬蘭語：Jari Veikko Sillanpää，1965年8月16日—），瑞典芬兰族歌手。
西兰派的唱片销售量超过82万张，在芬兰独唱歌手销售量排行榜中名列第三。他曾赢得过多次歌唱比赛和音乐奖项。
1995年西兰派赢得了塞伊奈约基探戈音乐节的探戈歌唱比赛而进入公众视野。比赛之后以他本名命名的专辑《亚里·西兰派》（Jari Sillanpää）成为芬兰历史上销售量最高的专辑（超过27万张）。